# Rory Cochrane
Rory Cochrane  (Syracuse, New York, 1972. február 28. –) amerikai színész.

## Élete és pályafutása
New York állam Syracuse nevű településén született. Édesapja ír, édesanyja indiai származású. Szüleivel és testvéreivel, Brendannel és Diobhannal három hónapos korában Angliába költöztek. Cochran később visszatért New Yorkba tanulni, ahol a NYC's LaGuardia High School of Performing Arts drámaszakára járt. 
Első szerepét 1989-ben kapta a  Saturday Night with Connie Chung című dokumentumdrámában. 1990-ben egy epizód erejéig szerepelt a H.E.L.P. című drámasorozatban. A mozivásznon az 1991-es Halálcsókban debütált, ezt követte A halál prófétája (1992), melyben Jeff Goldblum fiaként játszott. Ez volt az első jelentősebb filmszerepe.

## Filmográfia

### Film
| Év   | Magyar cím                 | Eredeti cím                                | Szerep                 | Magyar hang           |
| ---- | -------------------------- | ------------------------------------------ | ---------------------- | --------------------- |
| 1991 | Halálcsók                  | A Kiss Before Dying                        | Chico                  |                       |
| 1992 | A halál prófétája          | Fathers & Sons                             | Ed                     | Kolovratnik Krisztián |
| 1993 | Tökéletlen idők            | Dazed and Confused                         | Ron Slater             | Bartucz Attila        |
| 1993 | Tökéletlen idők            | Dazed and Confused                         | Ron Slater             | Penke Bence           |
| 1994 | Szerelem és egy 45-ös      | Love and a .45                             | Billy Mack Black       | Görög László          |
| 1995 | A zenebirodalom visszavág  | Empire Records                             | Lucas                  | Háda János            |
| 1995 |                            | The Low Life                               | John                   |                       |
| 1997 |                            | Dogtown                                    | Curtis Lasky           |                       |
| 1998 | Sebastian Cole kalandjai   | The Adventures of Sebastian Cole           | Chinatown              |                       |
| 1999 | Hibátlanok                 | Flawless                                   | Pogo                   | Kárpáti Levente       |
| 2000 | Sunset Strip – A jövő útja | Sunset Strip                               | Felix                  |                       |
| 2000 | Zsaroló a zsánerem         | The Prime Gig                              | Joel                   |                       |
| 2001 |                            | Southlander: Diary of a Desperate Musician | Chance                 |                       |
| 2002 | Hart háborúja              | Hart's War                                 | Carl S. Webb őrmester  | Bordás János          |
| 2006 | Otthon, biztonságban       | Right at Your Door                         | Brad                   | Megyeri János         |
| 2006 | Kamera által homályosan    | A Scanner Darkly                           | Charles Freck          | Kárpáti Levente       |
| 2009 | Közellenségek              | Public Enemies                             | Carter Baum FBI-ügynök | Elek Ferenc           |
| 2010 | Végjáték                   | Passion Play                               | Rickey                 |                       |
| 2011 |                            | Bringing Up Bobby                          | Walt                   |                       |
| 2012 | Az Argo-akció              | Argo                                       | Lee Schatz             | Gyabronka József      |
| 2013 | Félelmetes nap             | Parkland                                   | Earl Rose              |                       |
| 2014 | Oculus                     | Oculus                                     | Alan Russell           | Széles Tamás          |
| 2015 | Fekete mise                | Black Mass                                 | Stephen Flemmi         | Nagypál Gábor         |
| 2016 |                            | Soy Nero                                   | McCloud őrmester       |                       |
| 2017 |                            | The Most Hated Woman in America            | Gary Karr              |                       |
| 2017 | Ellenségek                 | Hostiles                                   | Thomas Metz őrmester   | Pál András            |
| 2018 |                            | The Outsider                               | Anthony Panetti        |                       |
| 2018 | A kokainkölyök             | White Boy Rick                             | Frank Byrd FBI-ügynök  |                       |
| 2021 | Találkozás                 | Encounter                                  | Shepard West           |                       |
| 2021 | Agancs                     | Antlers                                    | Dan Lecroy             | Thuróczy Szabolcs     |
| 2022 |                            | Tyson's Run                                | Bobby Hollerman        |                       |
| 2023 | A bostoni fojtogató        | Boston Strangler                           | DeLine nyomozó         | Gyabronka József      |

### Televízió
| Év        | Magyar cím              | Eredeti cím                    | Szerep                      | Megjegyzések                                             |
| --------- | ----------------------- | ------------------------------ | --------------------------- | -------------------------------------------------------- |
| 1990      |                         | H.E.L.P.                       | második fiú                 | 1 epizód                                                 |
| 1997      | Az utolsó keresztapa    | The Last Don                   | Dante Clericuzio            | - minisorozat (3 epizód) - magyar hangja: - Viczián Ottó |
| 2002      | CSI: A helyszínelők     | CSI: Crime Scene Investigation | Tim 'Speed' Speedle nyomozó | 1 epizód                                                 |
| 2002–2007 | CSI: Miami helyszínelők | CSI: Miami                     | Tim 'Speed' Speedle nyomozó | 50 epizód                                                |
| 2007      | A Cég – A CIA regénye   | The Company                    | Jevgenyij Cipin             | minisorozat (6 epizód)                                   |
| 2009      | 24                      | 24                             | Greg Seaton                 | 7 epizód (7. évad)                                       |
| 2019      |                         | Reprisal                       | Burt                        | 6 epizód                                                 |
| 2024      | Yellowstone             | Yellowstone                    | Dillard nyomozó             | 4 epizód                                                 |